# Pierre Oba
Pierre Oba (Ollembé, 17 de julio de 1953) es un oficial de seguridad y político congoleño, que actualmente se desempeña como ministro de Industria y Minas de ese país desde 2005. 
Durante la década de 1980 se desempeñó sucesivamente como director de Seguridad Presidencial y director de Seguridad Pública. Posteriormente fue nombrado ministro del Interior, cargo que ocupó entre 1997 y 2002, y ministro de Seguridad, entre 2002 y 2005. Tiene el rango de General de Brigada de la Policía Nacional de la República del Congo.

## Carrera militar y política temprana
Oba, de etnia Mbochi, nació en Ollembé, ubicado en el distrito de Ollombo, en la región de Plateaux. Es primo del presidente congoleño Denis Sassou-Nguesso. Oba se convirtió en Director de Seguridad Presidencial en 1984 y fue nombrado director general de Seguridad Pública el 11 de septiembre de 1987. En 1989, fue elegido miembro del Comité Central del Partido Congoleño del Trabajo (PCT).
A principios de la década de 1990, cuando se derrumbó el régimen de partido único del PCT y se introdujo la política multipartidista, Oba perdió su puesto de director general de Seguridad Pública; posteriormente se desempeñó como ayudante de campo de Sassou Nguesso. Junto con el coronel Michel Ngakala, creó las "Cobras", una milicia leal al líder de la oposición Sassou-Nguesso, en 1993

## Carrera política desde 1997
Oba participó en Guerra Civil de 1997, combatiendo del lado de Sassou Nguesso, siendo herido en los combates. Después de que la milicia Cobra de Sassou Nguesso lo devolviera al poder en octubre de 1997, Oba fue nombrado ministro del Interior, Seguridad y Administración Territorial el 2 de noviembre de 1997. Fue el único miembro del gobierno que no se presentó como candidato en las elecciones parlamentarias de mayo - junio de 2002. Después de las elecciones, en el gobierno nombrado el 18 de agosto de 2002, Oba fue nombrado ministro de Seguridad y Policía.
Se creía que Oba había sido marginado por Jean-Dominique Okemba, otro influyente funcionario de seguridad y pariente de Sassou Nguesso, a mediados de la década de 2000. En el gobierno nombrado el 7 de enero de 2005, fue trasladado al cargo de ministro de Minas, Industrias Mineras y Geología; el movimiento disminuyó la prominencia de Oba.
Tras la muerte de Jean-Baptiste Tati Loutard, ministro de Estado de Hidrocarburos, en julio de 2009, Oba también gestionó su cartera de forma interina. Fue retenido como ministro de Minas y Geología en el gobierno designado el 15 de septiembre de 2009, pero fue relevado de su responsabilidad interina en la cartera de hidrocarburos.
En agosto de 2013, las autoridades francesas lo interrogaron por el presunto papel que pudo haber desempeñado en los abusos contra los derechos humanos durante la guerra civil de 1997, en el llamado "Asunto de los desaparecidos en la playa".
Según el periodista Pierre Engels, Pierre Oba habría obtenido la nacionalidad belga de forma irregular en 2010, al no haber querido obtenerla en Francia donde reside gran parte de su descendencia, incluido un hijo residente en Marruecos.